# Frederica Luísa da Prússia
Frederica Luísa da Prússia (em alemão: Friederike Luise von Preußen; Berlim, 29 de agosto de 1714  — Unterschwaningen, 4 de fevereiro de 1784), foi uma filha do rei Frederico Guilherme I da Prússia e da princesa Sofia Doroteia de Hanôver.

## Família
Sendo a sexta filha do rei Frederico Guilherme I da Prússia, Frederica era irmã do rei Frederico II da Prússia, da rainha Luísa Ulrica da Suécia e da duquesa Filipina Carlota de Brunswick-Wolfenbüttel.
Pelo lado da mãe, era neta do rei Jorge I da Grã-Bretanha, o que a tornava sobrinha do rei Jorge II e prima do príncipe Frederico de Gales, da princesa Ana de Orange e da rainha Luísa da Dinamarca e Noruega.

## Casamento e descendência
Frederica casou-se no dia 30 de maio de 1729, em Berlim, com o marquês Carlos Guilherme Frederico de Brandemburgo-Ansbach, um parente afastado seu. Tiveram quatro filhos:
1. Carlos Frederico de Brandemburgo-Ansbach (7 de abril de 1733 - 9 de maio de 1737), morreu aos quatro anos de idade.
2. Carlos Alexandre de Brandemburgo-Ansbach (24 de fevereiro de 1736 - 5 de janeiro de 1806), casado primeiro com a duquesa Carolina Frederica de Saxe-Coburg-Saalfeld; sem descendência. Casado depois com Elizabeth Craven; sem descendência.
3. Guilhermina Leonor de Brandemburgo-Ansbach (20 de setembro de 1743 - 1768), morreu com cerca de vinte-e-cinco anos; sem descendência.
4. Luísa Carlota de Brandemburgo-Ansbach (27 de abril de 1746 - 31 de janeiro de 1747), morreu aos oito meses de idade.

## Biografia

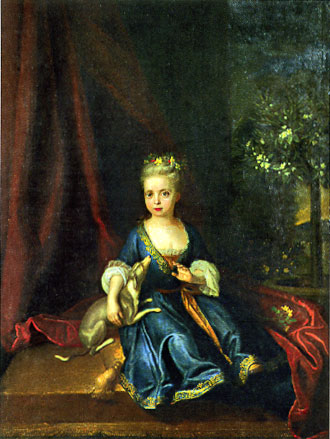
Frederica Luísa na sua infância

Após a morte da sua irmã Carlota Albertina, Frederica Luísa passou a ter um lugar especial na família. A sua irmã Guilhermina descreveu-a nas suas memórias, caracterizando-a por "uma personalidade caprichosa e picuinhas". Contudo, era também elogiada pelo seu talento e beleza.
O seu casamento foi arranjado pela sua sogra, a regente de Ansbach, e pelo seu pai que desejava aumentar a sua influência no território. O seu irmão, o rei Frederico II da Prússia, aumentou o seu apanágio e recebeu um regimento de soldados de Ansbach em troca. O casamento não foi feliz. O seu marido, Carlos Guilherme Frederico, era conhecido como o "marquês selvagem" e chegou mesmo a dizer ao pai de Frederica que ele o tinha enganado com o casamento. Logo na viagem para Ansbach em junho de 1729 para o seu casamento, Frederica Luísa mostrava já sintomas de porfiria. Sofria de náuseas, vómitos e desmaios durante os quais "parecia morta". O seu marido afirmou também que Frederica era coxa e tinha dentes podres e, no início, recusou-se a dormir com ela. O príncipe-herdeiro Frederico da Prússia comentou sobre o casamento em Fevereiro de 1732 da seguinte forma: "A minha irmã e o marido Ansbach odeiam-se como o fogo." [»... ma soeur d'Anspac et son mari qui se Mr. haïssent comme le feu. "]. Frederica chegou mesmo a gravar no vidro de uma janela no seu quarto em Ansbacher Residenz, as palavras: "Sofro sem me atrever a dizê-lo".
Quando nasceu o seu primeiro filho, Frederica Luísa recebeu o Hofmark Unterschwaningen como residência. Contudo, o seu primogénito morreu no dia 8 de maio de 1737, aos quatro anos de idade. O marquês e toda a corte culparam Luísa pela sua morte. Luísa separou-se do marido e passou a viver cada vez mais isolada na sua propriedade que expandiu de forma artística. Frederica Luísa não regressou a Ansbach até à morte do marido. A sua infelicidade aumentou ainda mais pelo facto de o seu único filho sobrevivente se recusar a reconhecê-la ou recebê-la.

## Genealogia
| Frederica Luísa da Prússia | Pai: Frederico Guilherme I da Prússia | Avô paterno: Frederico I da Prússia                 | Bisavô paterno: Frederico Guilherme I de Brandemburgo   |
| Frederica Luísa da Prússia | Pai: Frederico Guilherme I da Prússia | Avô paterno: Frederico I da Prússia                 | Bisavó paterna: Luísa Henriqueta de Orange-Nassau       |
| Frederica Luísa da Prússia | Pai: Frederico Guilherme I da Prússia | Avó paterna: Sofia Carlota de Hanôver               | Bisavô paterno: Ernesto Augusto, Eleitor de Hanôver     |
| Frederica Luísa da Prússia | Pai: Frederico Guilherme I da Prússia | Avó paterna: Sofia Carlota de Hanôver               | Bisavó paterna: Sofia de Hanôver                        |
| Frederica Luísa da Prússia | Mãe: Sofia Doroteia de Hanôver        | Avô materno: Jorge I da Grã-Bretanha                | Bisavô materno: Ernesto Augusto, Eleitor de Hanôver     |
| Frederica Luísa da Prússia | Mãe: Sofia Doroteia de Hanôver        | Avô materno: Jorge I da Grã-Bretanha                | Bisavó materna: Sofia de Hanôver                        |
| Frederica Luísa da Prússia | Mãe: Sofia Doroteia de Hanôver        | Avó materna: Sofia Doroteia de Brunsvique-Luneburgo | Bisavô materno: Jorge Guilherme de Brunsvique-Luneburgo |
| Frederica Luísa da Prússia | Mãe: Sofia Doroteia de Hanôver        | Avó materna: Sofia Doroteia de Brunsvique-Luneburgo | Bisavó materna: Éléonore Desmier d'Olbreuse             |